# Санта-Тереза (Эспириту-Санту)
Санта-Тереза (порт. Santa Teresa)  —  муниципалитет в Бразилии, входит в штат Эспириту-Санту. Составная часть мезорегиона Центр штата Эспириту-Санту. Входит в экономико-статистический  микрорегион Санта-Тереза. Население составляет 20 179 человек на 2007 год. Занимает площадь 694,532 км². Плотность населения — 29,1 чел./км².

## История
Город основан в 1890 году.

## Статистика
- Валовой внутренний продукт на 2005 составляет 164.270.688 реалов (данные: Бразильский институт географии и статистики).
- Валовой внутренний продукт на душу населения на 2005 составляет 7.782,02 реалов (данные: Бразильский институт географии и статистики).
- Индекс развития человеческого потенциала на 2000 составляет 0,789 (данные: Программа развития ООН).

## География
Климат местности: горный тропический.